# Laudakia
Laudakia ist eine Echsengattung aus der Familie der Agamen (Agamidae), die in Asien vom Kaukasus bis Zentralasien vorkommt.

## Merkmale
Laudakia-Arten sind mittelgroße, relativ schlanke Agamen mit einem abgeflachten Kopf und Körper. Die Kopfschuppen sind glatt oder runzlig. In Gruppen angeordnete stachliger Schuppen finden sich im Nacken und an den Kopfseiten. Ein Kehlsack ist nicht vorhanden. Regionen mit stachligen Schuppen sind an den Körperseiten nur bei wenigen Arten vorhanden. Die Schuppen an der Kehle und auf dem Bauch sind glatt, die entlang der Rückenmittellinie (direkt oberhalb der Wirbelsäule) größer als andere Rückenschuppen, manchmal findet sich jedoch eine mittlere Reihe kleiner Schuppen. Jedes Schwanzsegment hat drei bis vier, selten auch nur zwei, aus einzelnen Schuppen bestehende Wirteln.

## Lebensraum und Lebensweise
Laudakia-Arten kommen im Kaukasus und in Zentralasien in felsigen Habitaten in Wüsten und Steppen und in Gebirgen bis in Höhen von 5000 Metern vor. Sie sind entweder Pflanzen- oder Allesfresser, die sich außerhalb ihrer Aktivitätszeiten oder der Perioden, die fürs Sonnenbaden genutzt werden in Felsspalten zurückziehen. Einige Arten leben in sozialen Gruppen und oft verteidigen die Männchen ein Territorium.

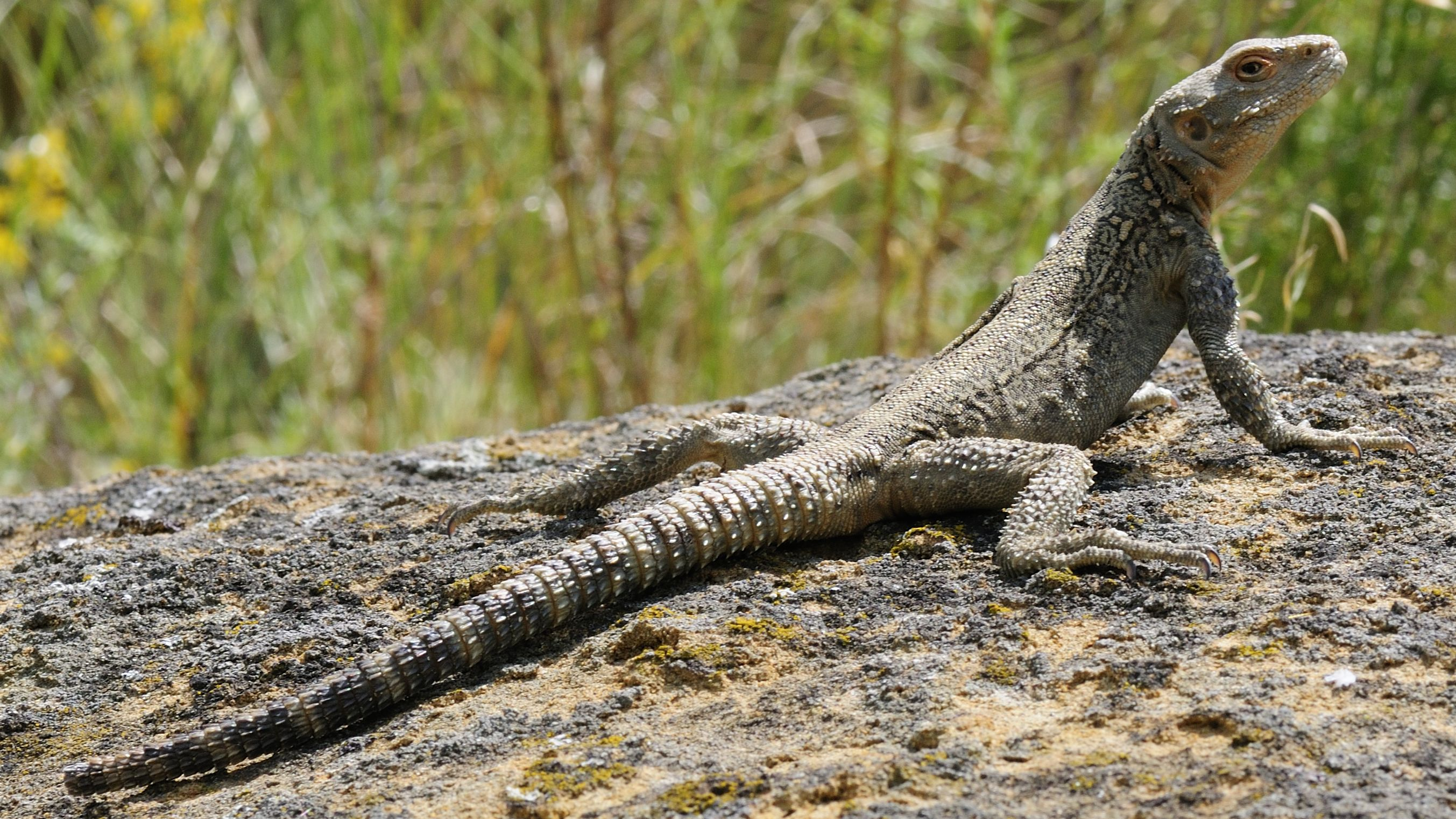
Laudakia caucasica

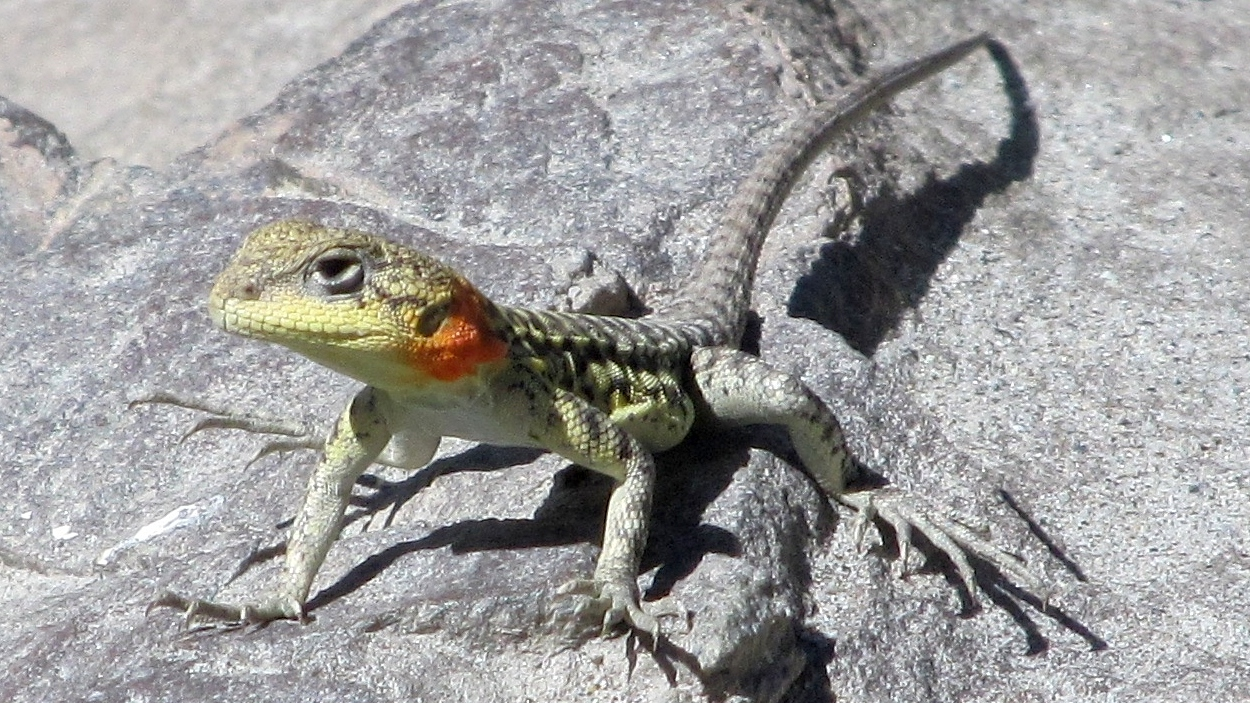
Laudakia himalayana

## Arten
Zur Gattung Laudakia gehören zehn Arten:
- Laudakia agrorensis (Stoliczka, 1872)
- Laudakia dayana (Stoliczka, 1871)
- Laudakia melanura Blyth, 1854
- Laudakia nupta (De Filippi, 1843)
- Laudakia nuristanica (Anderson & Leviton, 1969)
- Laudakia pakistanica (Baig, 1989)
- Laudakia papenfussi Zhao, 1998
- Laudakia sacra (Smith, 1935)
- Laudakia tuberculata (Gray, 1827)
- Laudakia wui Zhao, 1998

## Belege
1. ↑  Khalid Javed Baig, Philipp Wagner, Natalia B. Ananjeva & Wolfgang Böhme (2012): A morphology-based taxonomic revision of Laudakia Gray, 1845 (Squamata: Agamidae). Vertebrate Zoology, Band 62, Nr. 2, Seite 241.
2. ↑  Gordon H. Rodda: Lizards of the World: Natural History and Taxon Accounts. Johns Hopkins University Press, 2020, ISBN 978-1421438238, Seite ??.
3. ↑  Laudakia In: The Reptile Database